# Przełęcz Wrotka
Przełęcz Wrotka (Wrotkówka, Zachełmna) – przełęcz w Beskidzie Średnim (Makowskim) w paśmie Koskowej Góry, położona na wysokości ok. 540 m n.p.m. pomiędzy szczytami Mysiej Góry (576 m n.p.m.) a Chełma Wschodniego (581 m n.p.m.). 

## Szlaki turystyczne
Ponad przełęczą, od strony północnej znajduje się węzeł szlaków:
- Mały Szlak Beskidzki na odcinku: Zembrzyce – Chełm Wschodni – Przełęcz Wrotka – Palcza – Babica – Trzebuńska Góra – Sularzowa – Myślenice
- Kalwaria Zebrzydowska – Żar – Stronie – Przełęcz Wrotka – Mysia Góra – Budzów – Maków Podhalański
- Przełęcz Wrotka – Skawinki – Lanckorona